# Campeonato Venezolano de Clubes de Rugby 2016
El Campeonato Nacional de Clubes 2016 es una edición del Campeonato Nacional de Clubes de rugby 15 masculino en Venezuela. Es organizado por la Federación Venezolana de Rugby. Se disputó desde el 20 de febrero hasta el 31 de julio de 2016. Proyecto Alcatraz Rugby Club fue el vencedor del torneo al ganarle en el partido final a Mérida Rugby Club.

## Primera fase
En la primera fase, los 31 clubes participantes son divididos en seis grupos por zona. Las zonas son: Andes (Mérida, Táchira, Zulia), Zulia (Zulia), Centro occidental (Lara-Yaracuy), Central (Aragua, Carabobo, Miranda, Guárico y Distrito Capital), Bolívar (Bolívar) y Nor Oriental (Anzoategui, Nueva Esparta y Monagas). Los equipos juegan una ronda clasificatoria de todos contra todos, dentro de cada grupo, con partidos de ida y vuelta.

### Zona Central
| Equipo                                        | Ciudad                | Estadio                                                  |
| --------------------------------------------- | --------------------- | -------------------------------------------------------- |
| Club de Rugby Araguaney                       | Maracay               |                                                          |
| Club de Rugby de la Universidad Metropolitana | Caracas               | Campo de fútbol de la Universidad Metropolitana          |
| Guerreros Rugby Club                          | La Victoria           |                                                          |
| Proyecto Alcatraz Rugby Club                  | El Consejo            | Campo de rugby de la Hacienda Santa Teresa               |
| Taurus Rugby Club                             | Altagracia de Orituco |                                                          |
| Universidad Católica Andrés Bello Rugby Club  | Caracas               | Campo de fútbol de la Universidad Católica Andrés Bello. |
| Universidad Central de Venezuela Rugby Club   | Caracas               | Estadio Olímpico de la Universidad Central de Venezuela  |
| Universidad de Carabobo Rugby Club            | Valencia              | Polideportivo Arístides Pineda                           |

Proyecto Alcatraz Rugby Club quedó como campeón de la zona y Universidad Central de Venezuela Rugby Club subcampeón. Ambos equipos clasificaron a los cuartos de final.

### Zona Centro occidental
| Equipo                  | Ciudad       | Estadio                      |
| ----------------------- | ------------ | ---------------------------- |
| Barquisimeto Rugby Club | Barquisimeto | Polideportivo Máximo Viloria |
| CFLA Rugby Club         |              |                              |
| Cuervos Rugby Club      | Barquisimeto |                              |
| Terepaima Rugby Club    | Barquisimeto |                              |
| Yaracuy Rugby Club      | San Felipe   |                              |

Cuervos Rugby Club quedó como campeón de la zona y clasificó a los cuartos de final.

### Zona Andes
| Equipo                             | Ciudad                  | Estadio              |
| ---------------------------------- | ----------------------- | -------------------- |
| Borregos Rugby Club                | Santa Bárbara del Zulia |                      |
| Club de Rugby Caballeros de Mérida | Mérida                  | Estadio La Hechicera |
| Mérida Rugby Club                  | Mérida                  |                      |
| Pucará El Vigía Rugby Club         | El Vigía                |                      |
| Táchira Titans Rugby Club          | San Cristóbal           |                      |

Club de Rugby Caballeros de Mérida quedó como campeón de la zona y clasificó a los cuartos de final, mientras que Mérida Rugby Club también clasificó a los cuartos de final mediante un repechaje.

### Zona Zulia
| Equipo                                | Ciudad        | Estadio            |
| ------------------------------------- | ------------- | ------------------ |
| Caciques Cabimas Rugby Football Club  | Cabimas       |                    |
| Fiju Rugby                            | San Francisco |                    |
| Maracaibo Rugby Football Club         | Maracaibo     |                    |
| Patriotas Rugby Club                  | Ciudad Ojeda  |                    |
| Tigres de Cabimas Rugby Football Club | Cabimas       | Estadio Venoil     |
| Zulianos Rugby Football Club          | Maracaibo     | Estadio La Rotaria |

Zulianos Rugby Football Club quedó como campeón de la zona y clasificó a los cuartos de final.

### Zona Nor Oriental
| Equipo                             | Ciudad         | Estadio                                       |
| ---------------------------------- | -------------- | --------------------------------------------- |
| Corsarios de Anzoátegui Rugby Club | Puerto La Cruz | Complejo deportivo Simón Bolívar              |
| Elite Rugby Club Monagas           | Maturin        | Estadio Alexander Bottini                     |
| Margarita Rugby Club               | Porlamar       | Campo de fútbol del Polideportivo Bella Vista |

Margarita Rugby Club quedó como campeón de la zona y clasificó a los cuartos de final.

### Zona Bolívar
| Equipo                    | Ciudad       | Estadio                               |
| ------------------------- | ------------ | ------------------------------------- |
| Albatros Rugby Club       | Puerto Ordaz |                                       |
| Club Deportivo Nómadas    | Puerto Ordaz |                                       |
| Dorados Rugby Club        | Puerto Ordaz |                                       |
| UNEXPO Guayana Rugby Club | Puerto Ordaz | Cancha de fútbol de la UNEXPO Guayana |

Club Deportivo Nómadas quedó como campeón de la zona y clasificó a los cuartos de final.

## Fase final
Finalizada la primera fase, los campeones de cada zona pasan a los cuartos de final del torneo. También lo hace el subcampeón de la Zona Centro. El último participante de los cuartos de final se saca mediante un repechaje. Los equipos que ganan los partidos de cuartos de final se clasifican para las semifinales. Los partidos de semifinales también consisten en partidos eliminatorios. Los ganadores de las semifinales clasifican para el partido final.
|  | Cuartos de final                            | Cuartos de final   |                              |                              | Semifinales         | Semifinales         |  |                   | Final               | Final               |  |
|  | 9 de julio de 2016                          | 9 de julio de 2016 |                              |                              | 16 de julio de 2016 | 16 de julio de 2016 |  |                   | 31 de julio de 2016 | 31 de julio de 2016 |  |
|  |                                             |                    |                              |                              |                     |                     |  |                   |                     |                     |  |
|  |                                             |                    |                              |                              |                     |                     |  |                   |                     |                     |  |
|  | Proyecto Alcatraz Rugby Club                | 41                 |                              |                              |                     |                     |  |                   |                     |                     |  |
|  | Proyecto Alcatraz Rugby Club                | 41                 |                              |                              |                     |                     |  |                   |                     |                     |  |
|  | Margarita Rugby Club                        | 7                  |                              |                              |                     |                     |  |                   |                     |                     |  |
|  | Margarita Rugby Club                        | 7                  |                              | Proyecto Alcatraz Rugby Club | 56                  |                     |  |                   |                     |                     |  |
|  |                                             |                    |                              | Proyecto Alcatraz Rugby Club | 56                  |                     |  |                   |                     |                     |  |
|  |                                             |                    | Club Deportivo Nómadas       | 7                            |                     |                     |  |                   |                     |                     |  |
|  | Club Deportivo Nómadas                      | 22                 | Club Deportivo Nómadas       | 7                            |                     |                     |  |                   |                     |                     |  |
|  | Club Deportivo Nómadas                      | 22                 |                              |                              |                     |                     |  |                   |                     |                     |  |
|  | Universidad Central de Venezuela Rugby Club | 20                 |                              |                              |                     |                     |  |                   |                     |                     |  |
|  | Universidad Central de Venezuela Rugby Club | 20                 |                              |                              |                     |                     |  | Mérida Rugby Club | 20                  |                     |  |
|  |                                             |                    |                              |                              |                     |                     |  | Mérida Rugby Club | 20                  |                     |  |
|  |                                             |                    | Proyecto Alcatraz Rugby Club | 40                           |                     |                     |  |                   |                     |                     |  |
|  | Club de Rugby Caballeros de Mérida          | 19                 | Proyecto Alcatraz Rugby Club | 40                           |                     |                     |  |                   |                     |                     |  |
|  | Club de Rugby Caballeros de Mérida          | 19                 |                              |                              |                     |                     |  |                   |                     |                     |  |
|  | Mérida Rugby Club                           | 26                 |                              |                              |                     |                     |  |                   |                     |                     |  |
|  | Mérida Rugby Club                           | 26                 |                              | Zulianos Rugby Football Club | 21                  |                     |  |                   |                     |                     |  |
|  |                                             |                    |                              | Zulianos Rugby Football Club | 21                  |                     |  |                   |                     |                     |  |
|  |                                             |                    | Mérida Rugby Club            | 26                           |                     |                     |  |                   |                     |                     |  |
|  | Zulianos Rugby Football Club                | 55                 | Mérida Rugby Club            | 26                           |                     |                     |  |                   |                     |                     |  |
|  | Zulianos Rugby Football Club                | 55                 |                              |                              |                     |                     |  |                   |                     |                     |  |
|  | Cuervos Rugby Club                          | 0                  |                              |                              |                     |                     |  |                   |                     |                     |  |
|  | Cuervos Rugby Club                          | 0                  |                              |                              |                     |                     |  |                   |                     |                     |  |
|  |                                             |                    |                              |                              |                     |                     |  |                   |                     |                     |  |

### Cuartos de final
| 9 de julio de 2016    | Proyecto Alcatraz Rugby Club | 41-7    | Margarita Rugby Club | Campo de rugby de la Hacienda Santa Teresa, El Consejo |                          |
| 4:00 p. m EST (UTC-4) |                              | Reporte |                      | Árbitro(s): Jesús Casale                               | Árbitro(s): Jesús Casale |

| 9 de julio de 2016    | Club Deportivo Nómadas | 22-20   | Universidad Central de Venezuela Rugby Club | Estadio Mapanare, Puerto Ordaz |                           |
| 4:00 p. m EST (UTC-4) |                        | Reporte |                                             | Árbitro(s): Ricci Ovalles      | Árbitro(s): Ricci Ovalles |

| 9 de julio de 2016    | Club de Rugby Caballeros de Mérida | 19-26   | Mérida Rugby Club | Estadio La Hechicera, Mérida |                            |
| 3:00 p. m EST (UTC-4) |                                    | Reporte |                   | Árbitro(s): Alexei Ramírez   | Árbitro(s): Alexei Ramírez |

| 9 de julio de 2016    | Zulianos Rugby Football Club | 55-0    | Cuervos Rugby Club | Estadio La Rotaria, Maracaibo       |                                     |
| 6:00 p. m EST (UTC-4) |                              | Reporte |                    | Árbitro(s): José Gregorio Gutiérrez | Árbitro(s): José Gregorio Gutiérrez |

### Semifinales
| 16 de julio de 2016   | Proyecto Alcatraz Rugby Club | 56-7    | Club Deportivo Nómadas | Campo de rugby de la Hacienda Santa Teresa, El Consejo |                              |
| 4:00 p. m EST (UTC-4) |                              | Reporte |                        | Árbitro(s): Yeraldin Estanga                           | Árbitro(s): Yeraldin Estanga |

| 16 de julio de 2016   | Zulianos Rugby Football Club | 21-26   | Mérida Rugby Club | Estadio La Rotaria, Maracaibo       |                                     |
| 5:00 p. m EST (UTC-4) |                              | Reporte |                   | Árbitro(s): José Gregorio Gutiérrez | Árbitro(s): José Gregorio Gutiérrez |

### Final
| 31 de julio de 2016    | Mérida Rugby Club                                                                                           | 20-40   | Proyecto Alcatraz Rugby Club                                                                                              | Cancha de Eco Wild Parque Agro-turístico y de Aventura. Páramo La Culata, Mérida., |                             |
| 11:00 p. m EST (UTC-4) | Tries: Alejandro Ardila 14' Marcel Ledezma 71' Con: Roberto Schaefer 16', 73' Pen: Roberto Schaefer 8', 42' | Reporte | Tries: Ramón Ruiz 13' Francisco Gallardo 43', 56' José A. Arrieta 45', 53' Con: Larry Brito 13' Pen: Larry Brito 20', 59' | Árbitro(s): Daniel Pimentel                                                        | Árbitro(s): Daniel Pimentel |

| Campeón Proyecto Alcatraz Rugby Club |
| Segundo título                       |